# Obietnica (film 2014)
Obietnica – polsko-duński dramat psychologiczny dla młodzieży z 2014 roku w reżyserii Anny Kazejak.

## Obsada
- Eliza Rycembel – Lila
- Mateusz Więcławek – Janek
- Magdalena Popławska – Sylwia
- Dawid Ogrodnik – Daniel
- Andrzej Chyra – Konrad
- Jowita Budnik – matka Janka
- Bartłomiej Topa – ojciec Janka
- Nikodem Rozbicki – Grzegorz
- Sara Sobania – Malwina
- Maciej Cempura – Seba
- Michał Surosz – Witek
- Luxuria Astaroth – Angelika
- Amanda Trzcińska – Kinga
- Stine Stengade – Kristen
- Ellen-Mai Aalling Teilmann – Rosa
- Andrzej Konopka – popijający kawę
- Krzysztof Bauman – prowadzący śledztwo
- Paulina Sieniarska – policjantka
- Mirosław Kupiec – kontroler
- Anna Januszewska – dyrektorka
- Małgorzata Klara – nauczycielka
- Edyta Niwińska – matka Malwiny
- Beata Zygarlicka – matka Grzegorza
- Małgorzata Wiercioch – psycholog
- Adam Dzieciniak – sędzia rodzinny
- Sławomir Kołakowski – prokurator
- Jacek Piotrowski – sąsiad
- Szymon Cempura – ojciec Seby

## Plenery
Film realizowany był w Szczecinie (m.in. Wały Chrobrego, Trasa Zamkowa, osiedle na Bezrzeczu, ul. Wyszyńskiego, Brama Portowa, jeziora Dąbie i Głębokie) oraz w Czarnej Łące.